# Leioselia egregia
Leioselia egregia är en fjärilsart som beskrevs av William Schaus 1911. Leioselia egregia ingår i släktet Leioselia och familjen nattflyn. Inga underarter finns listade i Catalogue of Life.